# Orczyfalva község
Orczyfalva község (románul: Comuna Orțișoara) község Temes megyében, Romániában. Központja Orczyfalva, beosztott falvai Mezőzsadány, Temeskalácsa, Temesszécsény.

## Népessége
A 2011-es népszámlálás adatai alapján a község népessége 4190 fő volt.